# 周徐
周徐（？—？），字宜敬，號性如，湖廣長沙府湘潭縣人，明朝政治人物。

## 生平
万历二十二年（1594年）甲午科湖廣鄉試第四名舉人，三十二年（1604年）甲辰科进士，兵部觀政，三十三年授南京兵部主事，三十六年升車駕司员外，三十七年升職方司郎中。

## 家族
曾祖周思时，祖周训，岁贡生，封南京吏部郎中；父周之基，知府。前母罗氏，赠孺人；母许氏，封孺人。具庆下，兄周胤、周衝、周律、周御（户部主事）、弟周循、周徕、徧、徏、徽、侯。娶罗氏。